# Eriocaulon robustum
Eriocaulon robustum là một loài thực vật có hoa trong họ Eriocaulaceae. Loài này được Steud. mô tả khoa học đầu tiên năm 1855.